# Chi Aurigae
Chi Aurigae (25 Aurigae) é uma estrela na direção da constelação de Auriga. Possui uma ascensão reta de 05h 32m 43.67s e uma declinação de +32° 11′ 31.3″. Sua magnitude aparente é igual a 4.71. Considerando sua distância de 4075 anos-luz em relação à Terra, sua magnitude absoluta é igual a −5.77. Pertence à classe espectral B5Iab.